# Loški Potok
Loški Potok (Duits: Laserbach; Italiaans: Rio Loschi) is sinds 1995 een zelfstandige gemeente in de Sloveense regio Jugovzhodna Slovenija en telt 1958 inwoners (2002). Voorheen maakte Loški Potok deel uit van de gemeente Ribnica. De oudste vermelding dateert uit 1666. De gemeente behoort tot de dunbevolkte gebieden in Slovenië, waar al sinds decennia een continue emigratiebeweging naar de steden plaatsvindt. Meer dan 120 jaar trokken de inwoners elk jaar naar het zuiden om in de bosbouw te gaan werken en hout te vlotten. Naast Kroatië werd ook lange tijd in Batoemi gewerkt. De schrijfster Zofka Kveder schreef een roman over de mannen van Loški Potok en hun seizoenswerk in Kroatië. Na de Eerste Wereldoorlog werden ook Frankrijk en de Verenigde Staten populair als emigratiedoel.
De voorouders van de Amerikaanse astronaut Ronald Sega zijn afkomstig uit Loški Potok.

## Plaatsen in de gemeente
Črni Potok pri Dragi, Draga, Glažuta, Hrib - Loški Potok, Lazec, Mali Log, Novi Kot, Podplanina, Podpreska, Pungert, Retje, Srednja vas pri Dragi, Srednja vas - Loški Potok, Stari Kot, Šegova vas, Trava, Travnik

## Geboren in Loški Potok
- Anton Debeljak (Šegova vas, 1887-1952), publicist en dichter

Črnomelj · Dolenjske Toplice · Kočevje · Kostel · Loški Potok · Metlika · Mirna · Mirna Peč · Mokronog-Trebelno · Novo mesto · Osilnica · Ribnica · Semič · Šentjernej · Šentrupert · Škocjan · Šmarješke Toplice · Sodražica · Straža · Trebnje · Žužemberk
1. ↑  "Prebivalstvo po starosti in spolu, občine, Slovenija, polletno". Statistični urad Republike Slovenije. Geraadpleegd op 18 april 2021.